# Peter Benchley
Peter Bradford Benchley (New York, 8 maggio 1940 – Princeton, 11 febbraio 2006) è stato un giornalista, scrittore, sceneggiatore e produttore televisivo statunitense.
È conosciuto principalmente per il best seller Lo squalo, divenuto in breve un successo planetario: il romanzo ha venduto, al 2006, oltre 20 milioni di copie nel mondo ed è stato adattato da Steven Spielberg nell'omonimo film, altrettanto celebre.

## Biografia
Dopo aver terminato gli studi laureandosi all'Università Harvard nel 1961, riuscì a diventare giornalista presso il Washington Post e National Geographic. La sua carriera lo portò a scrivere i discorsi del presidente statunitense Lyndon Johnson negli anni 1967 – 1969.
Come scrittore, l'opera che ebbe più successo fu il romanzo "Jaws" (trad. "fauci"), tradotto in italiano come Lo squalo (1974), ispirato ad una vicenda realmente accaduta decenni prima e riguardante alcune vittime di attacchi di uno squalo nel New Jersey. Per 44 settimane il libro comparve nella lista dei più venduti; un anno dopo Steven Spielberg trasse il film omonimo Lo squalo, campione d'incassi e che lanciò Spielberg nel firmamento del cinema.
In seguito scrisse altri romanzi ambientati nel mare, da cui furono tratti dei film; in entrambi i casi non fu mai replicato il successo dell'opera prima. Ricordiamo quindi "The deep" (trad. "Abissi") e "The island"  con Michael Caine nel ruolo del protagonista (trad. "L'isola").
Morì l'11 febbraio 2006 per una fibrosi polmonare all'età di 65 anni e venne sepolto presso il cimitero di Prospect Hill a Nantucket, Massachusetts.

## Vita privata
Sposatosi con Winifred B. Wesson nel 1964, ebbe 3 figli: Tracy, Clayton e Christopher. Di indole ambientalista, ha scritto diversi saggi per il National Geographic.
Suo nonno era il noto umorista Robert Benchley.

## Opere

### Romanzi
- Lo squalo (Jaws) (1974)
- Abissi (The Deep) (1976)
- L'isola (The Island) (1979)
- La ragazza del mare di Cortes (The Girl of the Sea of Cortez) (1982)
- Classificazione Q (Q Clearance) (1986)
- Rummies (1989)
- Tentacoli (Beast) (1991)
- Squalo bianco (White Shark) (1994, ripubblicato negli USA nel 1997 col titolo Creature)

### Libri
- Time and a Ticket (1964)
- Life's Tempo on Nantucket (1970)
- Ocean Planet: Writings and Images of the Sea (1994)
- Shark Trouble: True Stories About Sharks and the Sea (2001)
- Shark!: True Stories and Lessons from the Deep (2002)
- Shark Life: True Stories About Sharks and the Sea (2005) con Karen Wojtyla

## Filmografia

### Sceneggiatore
- Lo squalo (Jaws) (1975)
- Jeremiah of Jacob's Neck (1976) Film TV
- The Great Houdini (1976) Film TV
- Abissi (The Deep) (1977)
- Hunters of the Reef (1978) Film TV
- Lo squalo 2 (Jaws 2) (1978)
- L'isola (The Island) (1980)
- Lo squalo 3 (Jaws 3-D) (1983)
- CBS Summer Playhouse, l'episodio "Barrington" (1987)
- Lo squalo 4 - La vendetta (Jaws: The Revenge) (1987)
- La baia dei delfini (Dolphin Cove) (1989) Serie TV
- Fauci Crudeli - Cruel Jaws (Cruel Jaws) (1995) Film TV
- The Beast - Abissi di paura (The Beast) (1996) Film TV
- Creatura (Creature) (1998) Film TV
- Amazon (1999-2000) Serie TV

### Attore
- Lo squalo (Jaws) (1975) in un cameo.
- Abissi (The Deep) (1977) (non accreditato)
- Mrs. Parker e il circolo vizioso (Mrs. Parker and the Vicious Circle) (1994)
- Creatura (Creature) (1998) Film TV

### Produttore
- The Beast - Abissi di paura (The Beast) (1996) Film TV  - Produttore esecutivo
- Amazon (1999-2000) Serie TV - Produttore esecutivo (22 episodi, 1999-2000)